# Warunggunung (plaats)
Warunggunung is een bestuurslaag in het regentschap Lebak van de provincie Banten, Indonesië. Warunggunung telt 4415 inwoners (volkstelling 2010).